# Deb Fischer

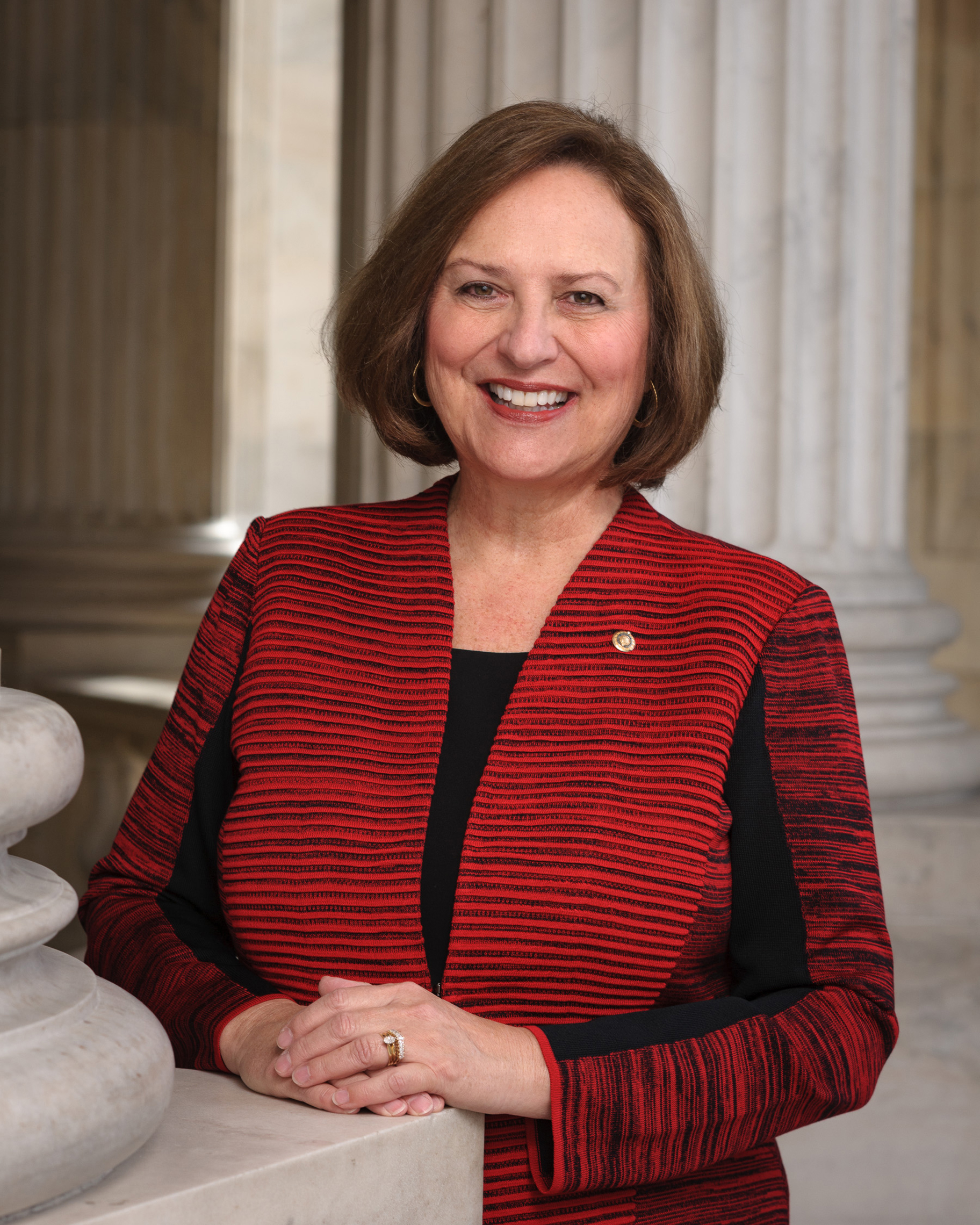
Deb Fischer (2017)

Debra Strobel „Deb“ Fischer (* 1. März 1951 in Lincoln,  Lancaster County,  Nebraska) ist eine US-amerikanische Politikerin. Seit 2013 vertritt sie den Bundesstaat  Nebraska im US-Senat.

## Werdegang
Debra Strobel, so ihr Geburtsname, studierte an der University of Nebraska in Lincoln. Dort lernte sie Bruce Fischer kennen, den sie im Jahr 1972 heiratete. Sie verließ die Universität zunächst ohne Abschluss und zog mit ihrem Mann nach Valentine, ebenfalls in Nebraska, wo sie sich an der Führung der Ranch der Familie ihres Mannes beteiligte. In dieser Branche ist sie neben ihren politischen Aktivitäten bis heute tätig. Haupteigentümer der Ranch sind heute drei Söhne von Bruce und Debra Fischer. Im Jahr 1988 holte sie ihren Universitätsabschluss nach.
Politisch schloss sich Debra Fischer der Republikanischen Partei an. Zwischen 1990 und 2004 gehörte sie dem High School Ausschuss der Stadt Valentine an. Danach saß sie zwischen 2005 und 2012 in der Nebraska Legislature.
Im Jahr 2012 wurde sie als Kandidatin ihrer Partei in den US-Senat gewählt, wo sie am 3. Januar 2013 die Nachfolge von Ben Nelson antrat, der nicht mehr kandidiert hatte. Dabei hatte sie sich zuerst überraschend in den Vorwahlen ihrer Partei durchgesetzt und dann bei der Hauptwahl den früheren Senator und Gouverneur Bob Kerrey geschlagen. Fischer trat ihr Mandat am 3. Januar 2013 an. Bei den Wahlen 2018 konnte sie ihren Sitz gegen die Demokratin Jane Raybould verteidigen. Ihr aktuelles Mandat läuft bis zum 3. Januar 2025 mit Option auf Wiederwahl. 
Sie ist Mitglied im Streitkräfteausschuss, im Ausschuss für Handel, Wissenschaft und Transport, im Ausschuss für Umwelt und öffentliche Arbeiten, im Indianerausschuss und im Ausschuss für kleinere und mittlere Unternehmen. Außerdem ist sie in insgesamt elf Unterausschüssen vertreten.